# Löwik Meubelen
Team Löwik Meubelen was een Nederlandse wielerploeg. De ploeg kwam uit in de continentale circuits van de UCI; en dan voornamelijk de UCI Europe Tour.
Tot 2004 heette de ploeg Tegeltoko - Löwik. Toen Tegeltoko ophield met sponsoring, ging Löwik alleen verder als hoofdsponsor.
In 2007 maakte Marc Lotz deel uit van de ploeg, in 2006 Bauke Mollema en het jaar daarvoor Robert Gesink. Ook Wim Stroetinga, Albert Timmer, Arnoud van Groen en Marc de Maar hebben voor dit team gekoerst.
Löwik Meubelen stopte eind 2007 als hoofdsponsor. In 2008 ging de ploeg verder als Asito Cycling Team.

## Ploegen per jaar
- Ploeg 2007